# Pierre Charles Bontemps
Pour les personnes ayant le même patronyme, voir Bontemps.
Ne doit pas être confondu avec Pierre Bontemps.
Pierre Charles François Bontemps (Piotr Karol Bontemps), né le 3 novembre 1777 à Paris, mort le 20 août 1840 à Saint-Pétersbourg, appelé « Kowal », « le Forgeron » est un polytechnicien et colonel de la Grande Armée. Détaché militaire en 1809 à la division générale de l'armée polonaise du Royaume du Congrès, il démissionne définitivement de l' Armée française en 1817 et continue sa carrière militaire en Pologne. Il est promu Général de brigade puis Directeur de l'Artillerie et Chef du Corps des Fusées.

## Jeunesse
Il est l'ainé de quatre enfants nés dans la famille de Pierre François Bontemps, maitre charpentier dans le Faubourg Saint-Antoine à Paris, et de sa femme, Jeanne Marguerite, née Maury. À dix-huit ans (21 décembre 1795) il entre à l'École polytechnique. Une année plus tard il passe comme Lieutenant en second dans l'Artillerie. Quelques mois plus tard en mai 1797 il entre dans le 8e régiment d'artillerie de l'Armée de l'Ouest. Entre 1797 et 1801 il est sous la commande de: Jacques Louis Francois Delaistre de Tilly, Claude Ignace François Michaud, Gabriel-Marie-Théodore-Joseph de Hédouville et de Jean-Baptiste Jules Bernadotte. Pendant sept ans il est aide de camp du général Antoine Alexandre Hanicque.

## Carrière

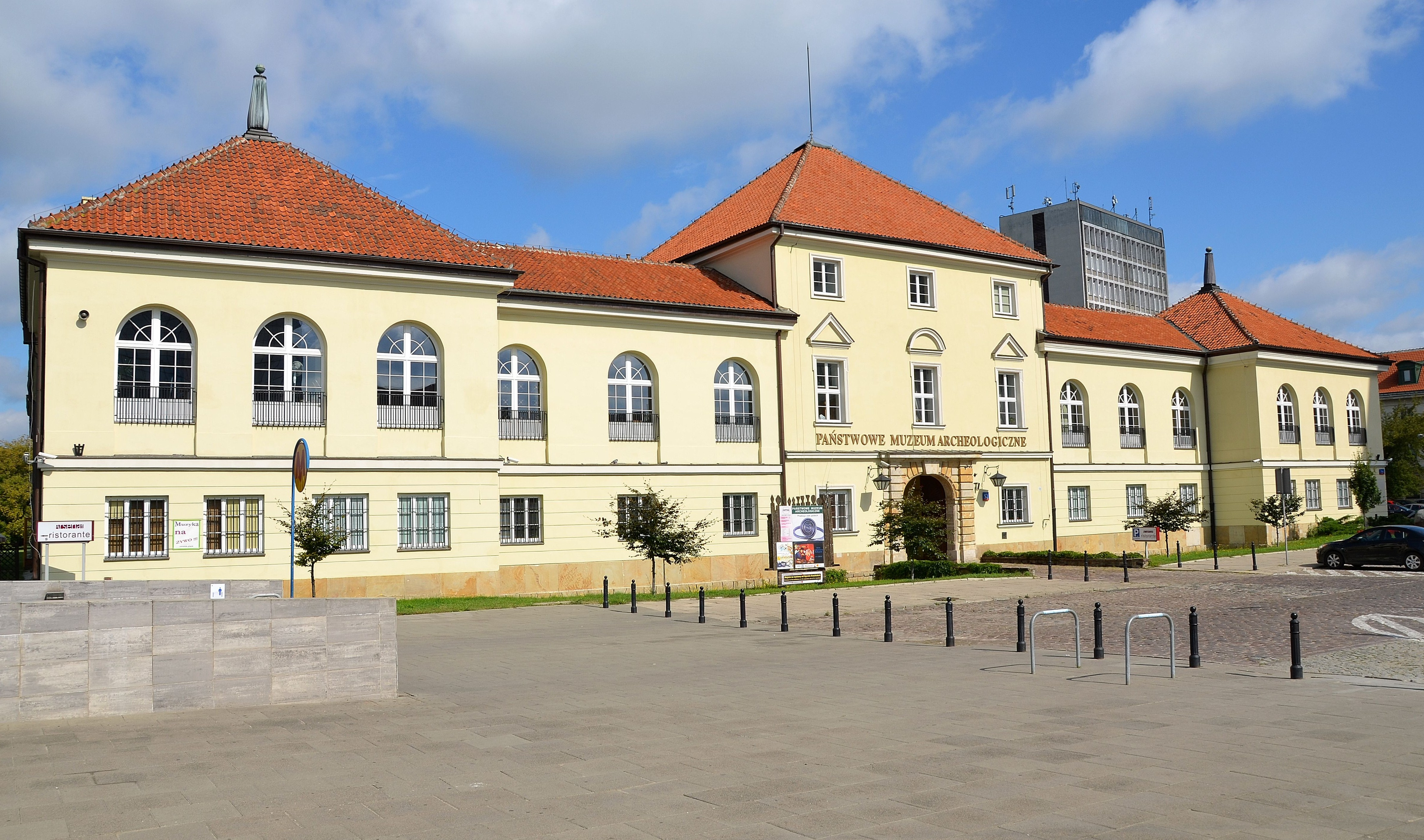
L'Arsenal royal de Varsovie.

Le 13 novembre 1804 il est promu Capitaine d'armes et s'engage dans Les Campagnes de Napoléon. En tant qu'artilleur il participe aux batailles d'Ulm, Jena, Pultusk, Golymin et d'Eylau, parmi d'autres. La création du Duché de Varsovie avec ses propres forces militaires à la suite des Traités de Tilsit en 1807, est décisif pour la vie de Bontemps. Cette même année il est nommé Chevalier de l'ordre de la Légion d'honneur. Vu le manque de spécialistes en infrastructures militaires parmi le personnel de la nouvelle Armée polonaise, le prince Joseph-Antoine Poniatowski requiert l'aide de l'armée française. Plusieurs officiers français sont donc délégués à remplir cette tâche, dont  Jean-Baptiste Mallet de Grandville (plus tard polonaisé  – comte "Malletski"), Jean-Baptiste Pelletier et Pierre Bontemps. En 1809 il devient Chef de bataillon et major de l'armée du Grand duché de Varsovie. Pendant la Campagne d'Autriche (1809), il participe dans la défense de Sandomierz. En reconnaissance il reçoit en 1810 l'ordre polonais de la Virtuti Militari et se voit promu colonel et nommé Directeur de l'artillerie.
En 1812 il participe à la Campagne de Russie et les batailles de Smoleńsk, Mojaïsk et de la Berezina où, suivant la légende familiale, il sauva les munitions du 5e corps de cavalerie de la Grande Armée. Le prince Poniatowski impressionné par les faits de Bontemps, s'adresse au ministre français des affaires étrangères, Hugues-Bernard Maret, pour obtenir le retour à Varsovie de Bontemps pour sa participation à la réorganisation du 5e Corps. Pendant la campagne de 1813, il prend part aux batailles de Leipzig et de Hanau. Cette fois-ci il sauve le Parc de l'Artillerie polonais du 8e corps sous la commande de Poniatowski et le ramène à Mayence. À la suite il est nommé Officier de la Légion d’Honneur.
En 1814 il regagne l'Armée française et se retrouve à Auxonne. Une année plus tard il demande un séjour exceptionnel afin de rejoindre sa famille en Pologne. Il démissionne en France le 20 juin 1817 et rentre dans l'armée polonaise. A Varsovie il est organisateur de l'artillerie et du génie militaire.
En 1819 il devient premier gardien de la Loge maçonnique polonaise Tarcza Północy (Blason du Nord), au "Cinquième Grade", en tant que « Chevalier écossais ». En 1821 il achète la propriété de Gulczewo près de Płock. Il est promu General de brigade le 31 août 1822. Il reçoit l'Ordre de Saint-Stanislas Deuxième classe en 1825 et Première Classe en 1829,. En 1830 il est reconnu par la médaille d'Honneur du Tsar Nicolas Ier (Znak Honorowy), pour ses 15 années de service sans faute.
Pendant l'insurrection de Novembre le général Pierre de Bontemps est appelé au Conseil de guerre, et organise l'industrie militaire polonaise à Varsovie, Białogon, Suchedniów, Końskie, Ostrowiec Świętokrzyski, Denków, Odrowąż et à Ćmielów. Il prépare les défenses de Varsovie et y participe à la bataille. En tant que Chef des Matériaux d'Artillerie et de l'Arsenal de Varsovie, il est responsable des formations qui se sont battues dans la Bataille de Grochów.

### Arrivée des roquettes

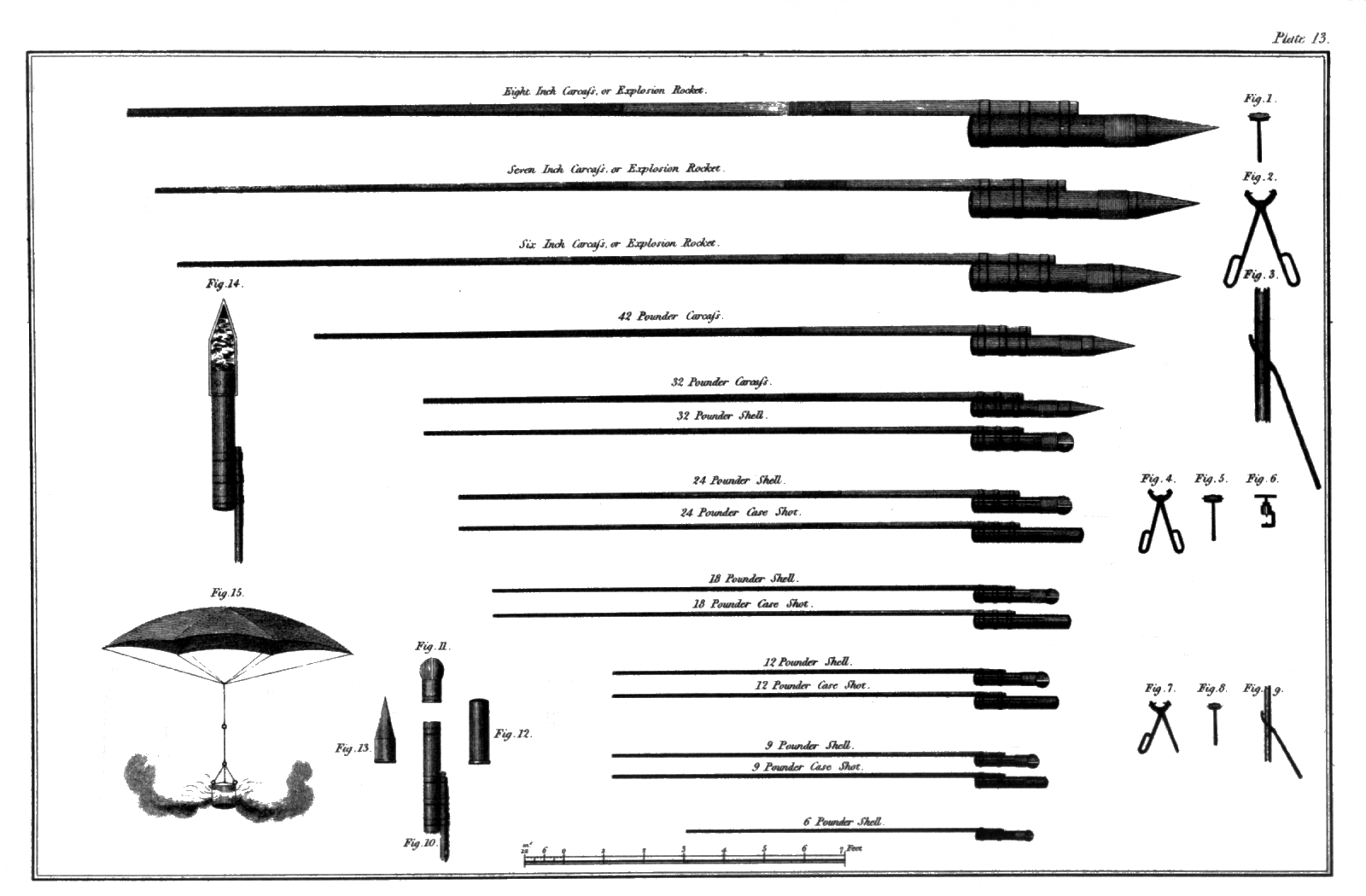
Fusées Congreve.

Bontemps s'intéresse aux fusées telles que l'engin inventé par le britannique, Sir William Congreve, la "Fusée Congreve". Son aide de camp le brillant jeune Polonais, Józef Bem, lui avait rapporté les effets des fusées incendiaires qui bombardaient les entrepôts pendant le siège de Dantzig (1813). Bem, un capitaine d'artillerie, avait lui-même expérimenté avec la fusée, ("raca kongrewska" en polonais). Dans son rapport de 1819, Notes sur les fusées incendiaires, Bem décrit ses épreuves dans l'Arsenal Royal de Varsovie, où le capitaine Józef Kosiński développe le lance-roquettes multiple adapté depuis l'affût des troupes montées.
Le premier Corps de Fusées est alors formé en 1822 sous la commande de Bontemps et reçoit ses lance-roquettes en 1823. Le corps se met à l'épreuve pendant l'Insurrection de Novembre de 1830-31. Les fusées sont émises la nuit du 25 février 1831 pendant la bataille de Grochów et attaquent la cavalerie russe la mettant en retraite. Les fusées (dont plus de mille sont en réserve) sont déclenchées contre l'armée russe par les insurgés polonais une fois de plus pendant la défense de Varsovie en septembre 1831.

### L'Empire Russe
Suivant la defaite de l'insurrection Pierre Bontemps prête serment au Czar. Depuis 1832 il continue sa carrière d'officier en Russie dans l'Industrie militaire. Il est mort dans une explosion accidentelle lors d'une épreuve balistique près de Saint Pétersbourg en 1840. Sa famille ramène la dépouille à sa propriété en Pologne.

## Vie familiale

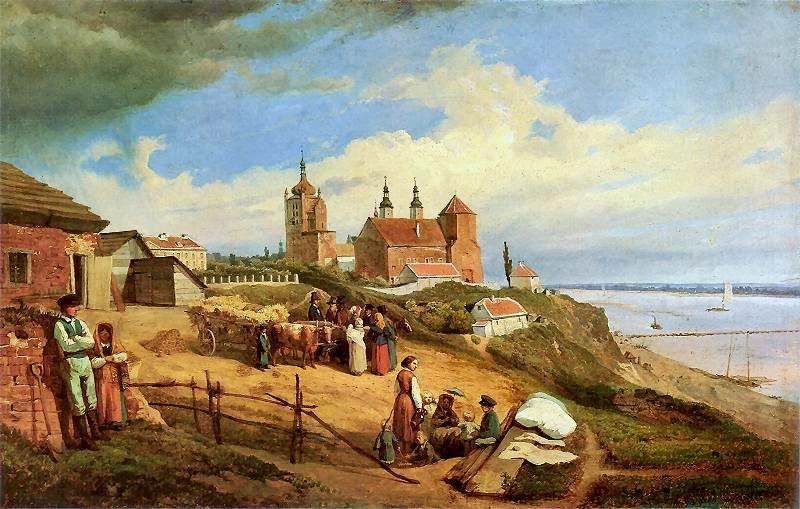
Vue de Płock en 1852 par le peintre Wojciech Gerson.

Très vite après son arrivée à Varsovie en 1809, Pierre Bontemps épouse une jeune femme de descendance française, Róża Eleonora Monfreulle (1787−1853), fille de Eleonora Kornaczewska et d'Andrzej Monfreulle, participant de l'Insurrection de Kościuszko, marchand approvisionneur de l'hôpital de Saint Lazare et héritier des biens de Trębaczów, Lubanie et de Jajków. Ils ont trois enfants, Eleonora, Éloi et Konstanty.

## Décorations
- Légion d'honneur :
  - Chevalier le 14 avril 1807 ;
  - Officier le 28 octobre 1813.

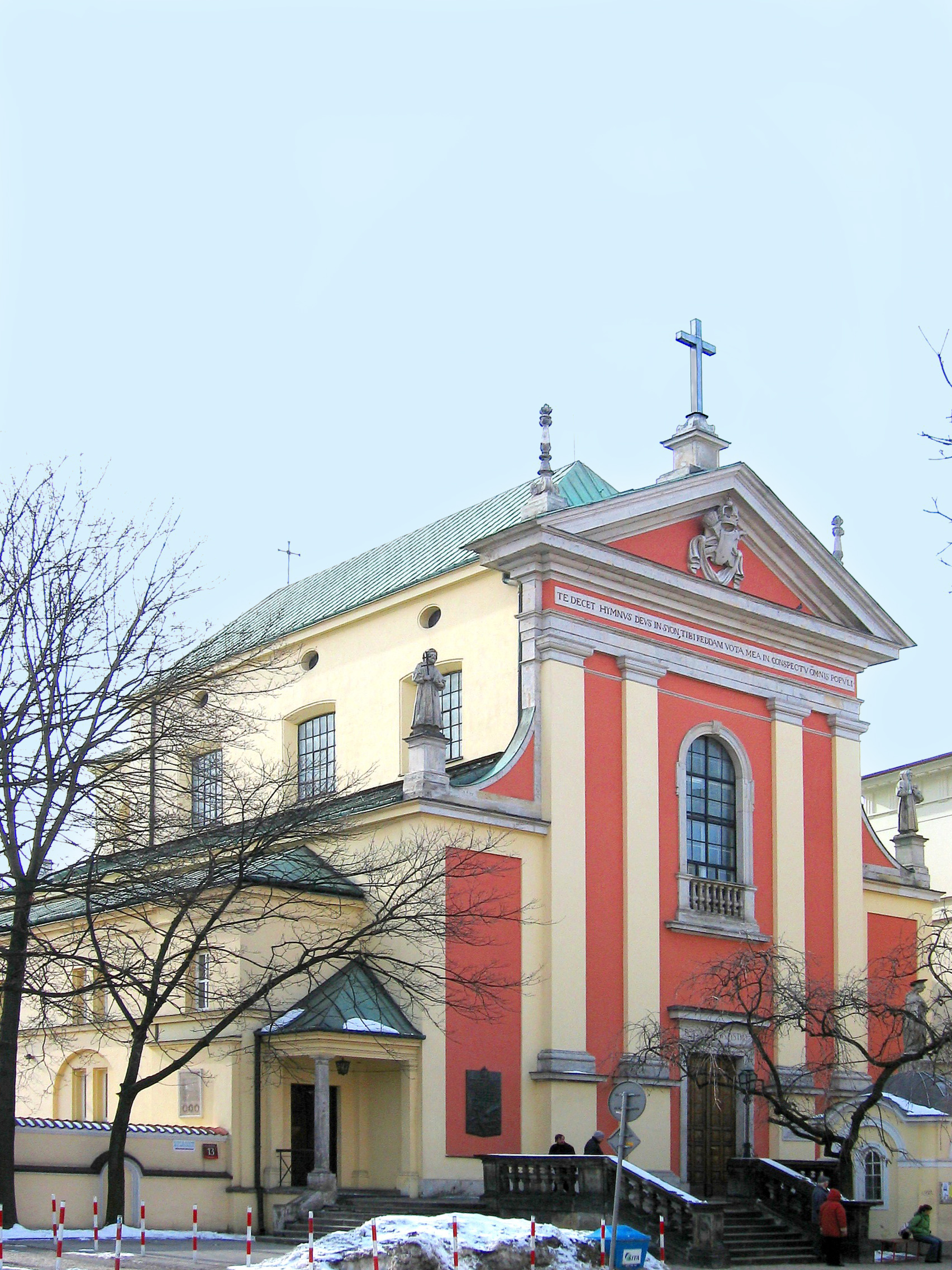
L'épitaphe du Général Bontemps (1928) se trouve à l'intérieur de l'église des Capucins de Varsovie.

- Croix d'or de l'Ordre militaire de Virtuti Militari 1810 ;
- Ordre de Sainte-Anne IIe Classe le 24 octobre 1819 ;
- Ordre de Saint-Vladimir IIIe Classe le 18 octobre 1820 ;
- Ordre de Saint-Stanislas :
  - Deuxième Classe 1825 ;
  - Première Classe 1829.
- Médaille d'or (Znak Honorowy) 1830[14].

## Hommage
À l'intérieur de l'église de la Transfiguration des Capucins de Varsovie, rue Miodowa, parmi plusieurs mémoriaux historiques, se trouve en fer doré avec ses armoiries, l'épitaphe du Gén. Pierre Bontemps, érigée en 1928, à droite de la nef principale.

## Deuxième enterrement
Le corps du general fut transporté par la famille à sa propriété de Gulczewo aux environs de Płock et enterré dans la crypte familiale de l'église paroissiale de Saint Jacques d'Imielnica (Płock). En 1935 l'église fut démontée et remplacée par le nouveau bâtiment de l'église du Très Saint Cœur de Jésus, mais l'ancienne crypte fut abandonnée dans l'oubli. Or en 2013 à la suite de fouilles archéologiques à l'emplacement de l'ancienne église en bois, la vieille crypte fut déblayée avec les deux cercueils qui s'y trouvaient. Les examens ont pu confirmer que les restes qui y gisaient étaient celles du général et de sa femme, Rose Éléonore, née Monfreulle. Le 23 août 2014 de nouvelles obsèques ont eu lieu en l'église du Très Saint Cœur de Jésus, et les dépouilles déposées dans la crypte de l'église de Plock-Imielnica en présence de la famille Bontemps.

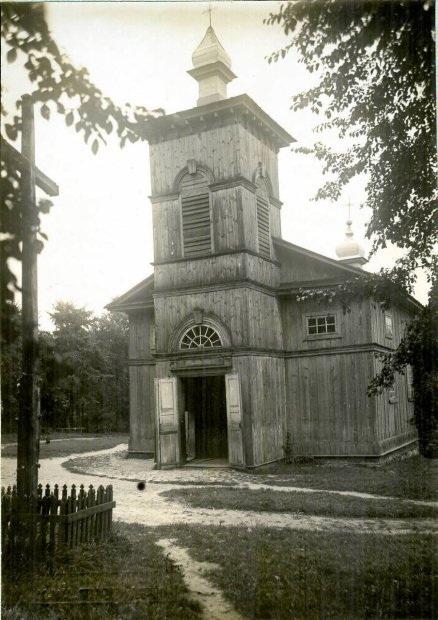
Ancienne église Saint Jacques de Płock où reposaient les restes du Général Pierre Bontemps et de son épouse, Rose.
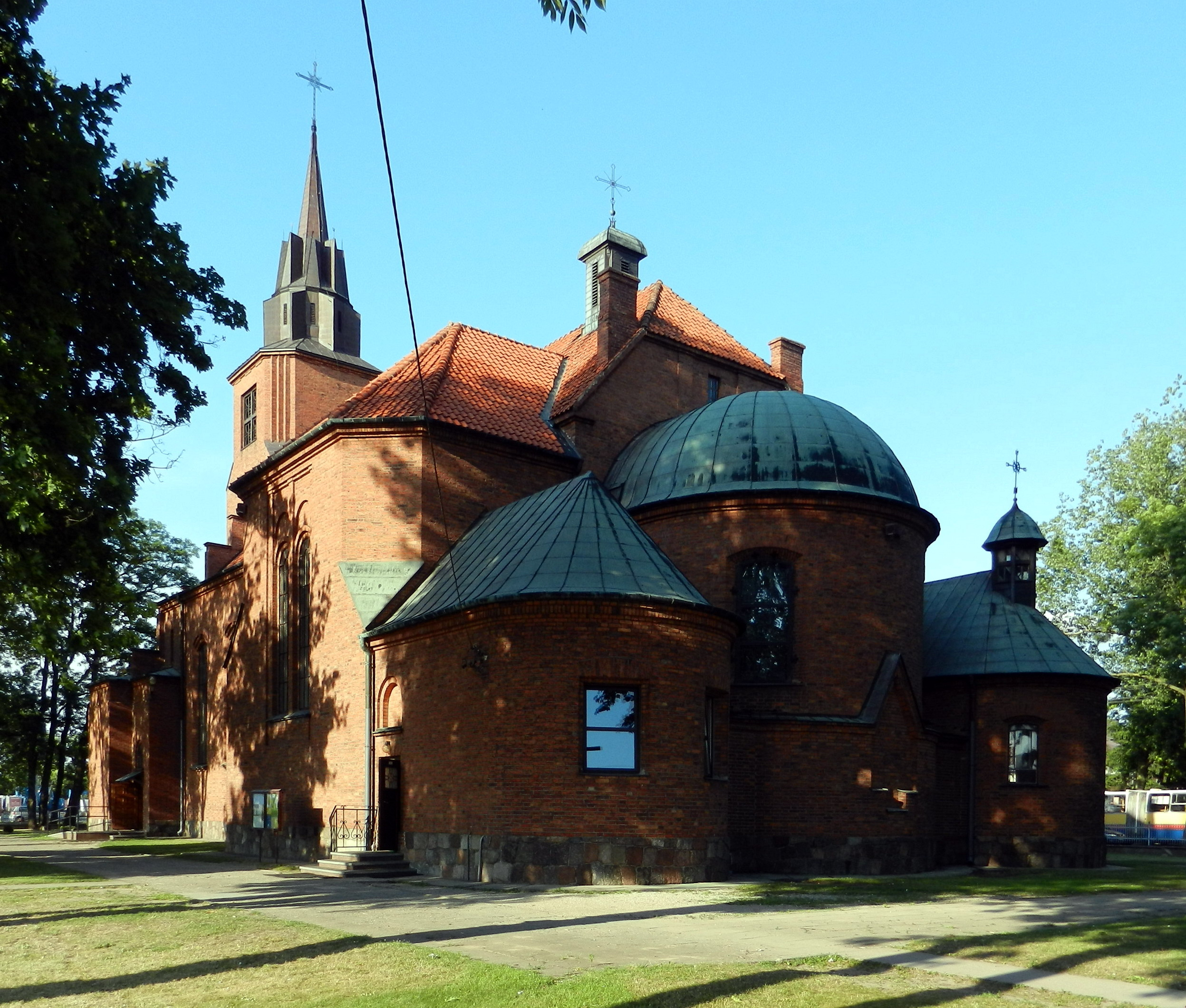
Église d'Imielnica où les cercueils du Général Pierre Bontemps et de son épouse ont été inhumés depuis 2014.